# Alina Wypych-Żywicka
Alina Wypych-Żywicka (ur. 1957) – polska prawnik, doktor habilitowany nauk prawnych, profesor nadzwyczajny Uniwersytetu Gdańskiego, specjalista w zakresie prawa pracy i ubezpieczeń społecznych.

## Życiorys
W 1995 na podstawie napisanej pod kierunkiem Urszuli Jackowiak rozprawy pt. Zasadność wypowiedzenia umowy o pracy otrzymała na Wydziale Prawa i Administracji Uniwersytetu Gdańskiego stopień naukowy doktora nauk prawnych w zakresie prawa, specjalność: prawo pracy. Tam też w 2006 na podstawie dorobku naukowego oraz rozprawy pt. Renta rodzinna z Funduszu Ubezpieczeń Społecznych. Zagadnienia materialnoprawne uzyskała stopień doktora habilitowanego nauk prawnych w zakresie prawa.
Została profesorem nadzwyczajnym w Katedrze Prawa Pracy Wydziału Prawa i Administracji Uniwersytetu Gdańskiego.